# 类金刚石碳

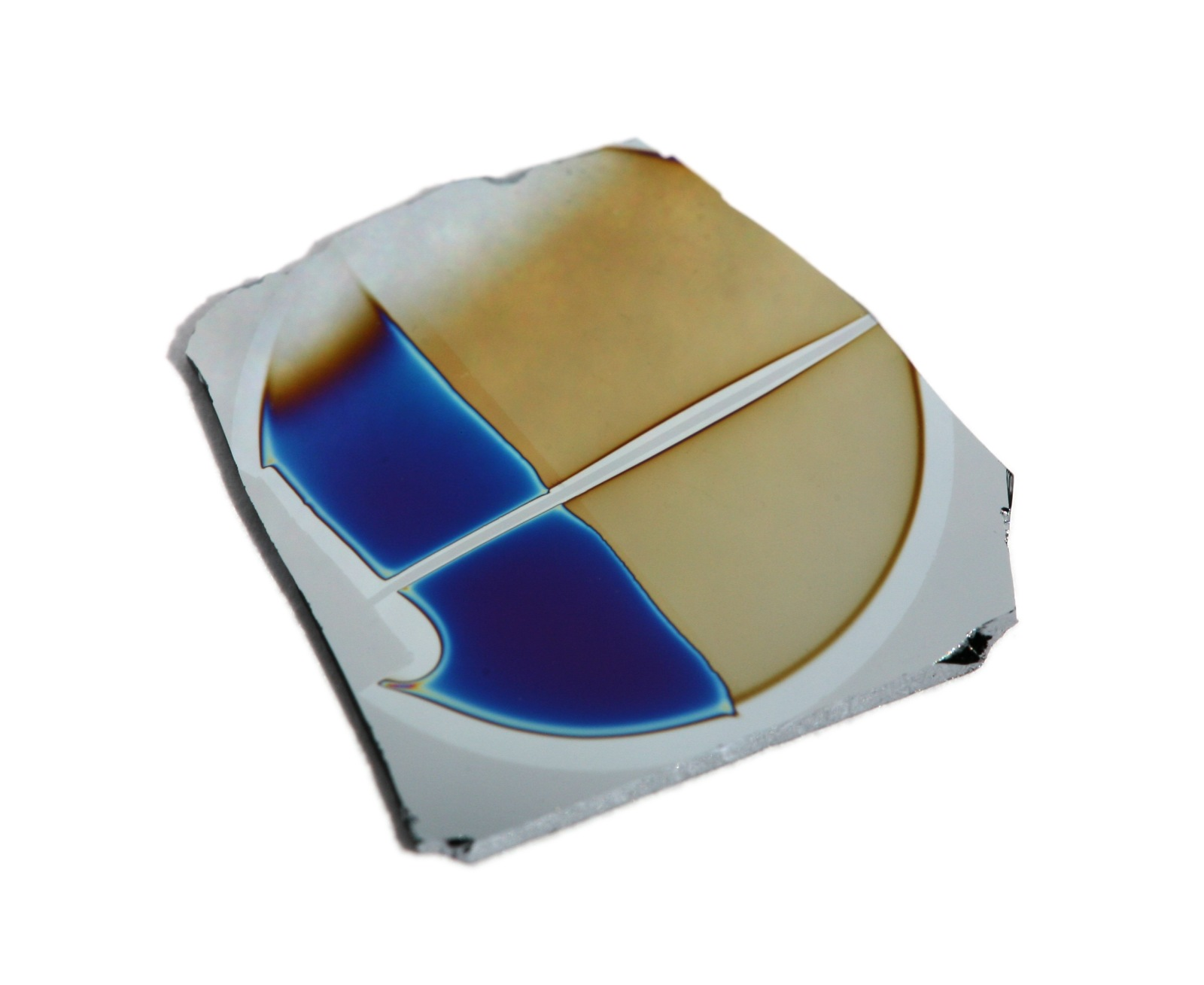
在15mm直径的硅基底上的"ta-C"薄膜

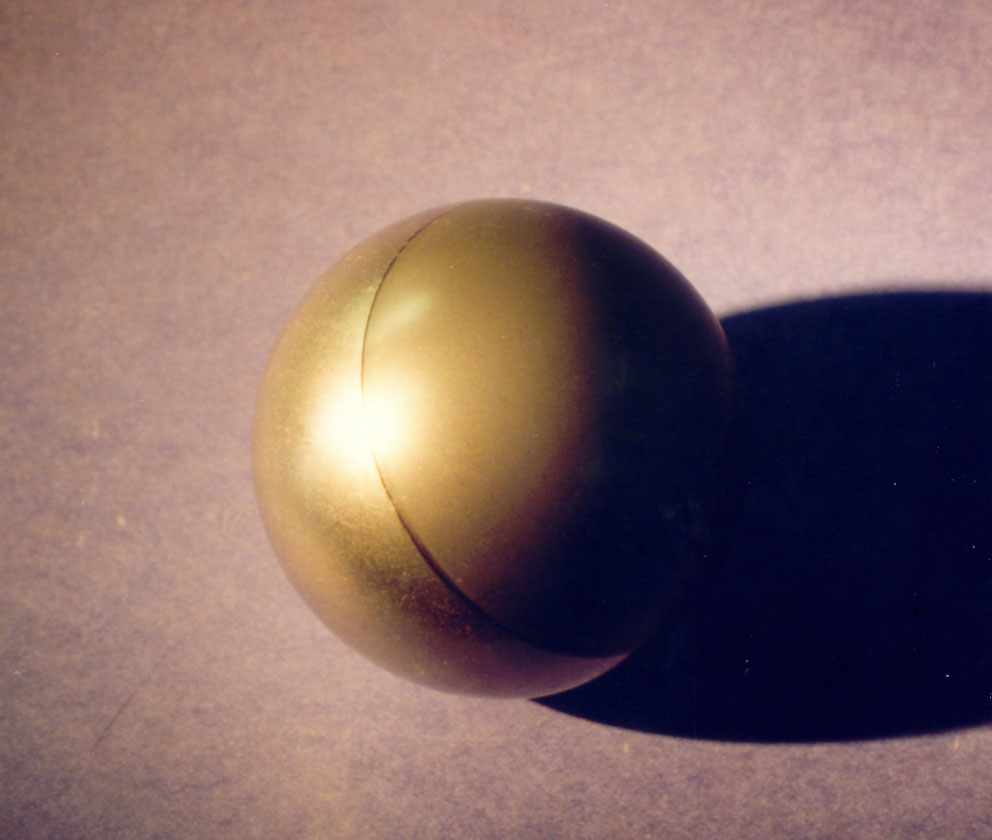
一个生产油井的钴合金阀门部件，右边涂有"ta-C"薄膜，用来其测试对工作环境中化学和摩擦损耗的阻挡

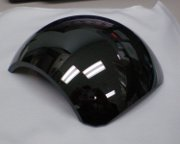
因为光学和摩擦学目的而涂上类金刚石碳薄膜的圆顶

类金刚石碳（Diamond-like carbon，DLC）(又稱：類鑽膜,或稱:類鑽碳）是存在有七种不同的形式，却表现出一些金刚石特性的无定形碳。由于它的一些特性，它通常被用作其它材料的涂层材料。所有的七种形式都拥有大量sp3杂化的碳原子。它们属于不同类型的原因是，即使是金刚石也被发现有两种晶型：其中最常见的一种是立方晶体，而最不常见的一种(蓝丝黛尔石)是六方晶体。通过在纳米尺度结构的不同方法混合这些晶型，类金刚石涂层可以同时拥有非晶、有弹性，且是纯sp3杂化连接的"金刚石"。其中最硬、最强、最光滑的是被称为 四面体非晶碳（ta-C）的一种混合物。例如，仅仅2微米厚度的ta-C涂层可以增加常规 (例如304型) 不锈钢针对磨料磨损的抵抗力，从而增加其在这类使用中的寿命从1周到85年不等。这种ta-C可以被认为是"纯"形式的类金刚石碳，因为它仅仅由sp3连接的碳原子组成。诸如氢，石墨sp2杂化碳，以及金属一类的一些填料，已被用在其它六种类金刚石碳中，以减少生产费用或者增加其它的一些性能。 这些种类的类金刚石几乎可以用在任何具有兼容真空环境的材料中。在2006年，欧盟内的外包类金刚石涂层市场估计市值达约三千万欧元。2011年11月，每日科学雜誌报告说斯坦福大学的研究人员已经在超高压的条件下制造出了一种超硬的非晶金刚石，它并没有金刚石的晶体结构，却拥有碳的轻质量。

## 天然金刚石和合成金刚石的区别
天然生成的金刚石常常发现有几乎纯结晶形式的立方取向的sp3 杂化的碳原子。有时候它们会有一些缺陷或者是杂质原子，这使它们有一定的颜色，但是晶格仍然是立方结构而且键合仍然是纯粹的sp3杂化。立方晶型的内部能量比六方晶型要略低，而且就从熔融材料中生长速率而言，无论是自然形成还是合成金刚石都足够的慢，使得晶格有时间以最低的能量（立方）生长，从而使sp3杂化的碳原子成为可能。相比之下，类金刚石碳是由具有高能量前驱碳（例如等离子体、阴极电弧沉积、溅射沉积以及离子束沉积）在相对冷的表面上快速冷却或淬火而成。在这些情况下，立方晶格和六方晶格被一层层的随机混合，因为在碳原子被“冻结”在材料表面之前并没有足够的结晶生长的时间。非晶类金刚石涂层可以导致没有长程晶格有序。没有长程有序就没有脆性断裂平面，因此涂层会比较有弹性、对基底材料的形状有适应性，同时和金刚石一样硬。事实上，这种性质已经被用来研究类金刚石碳在纳米尺度上的原子间磨损。

## 生产

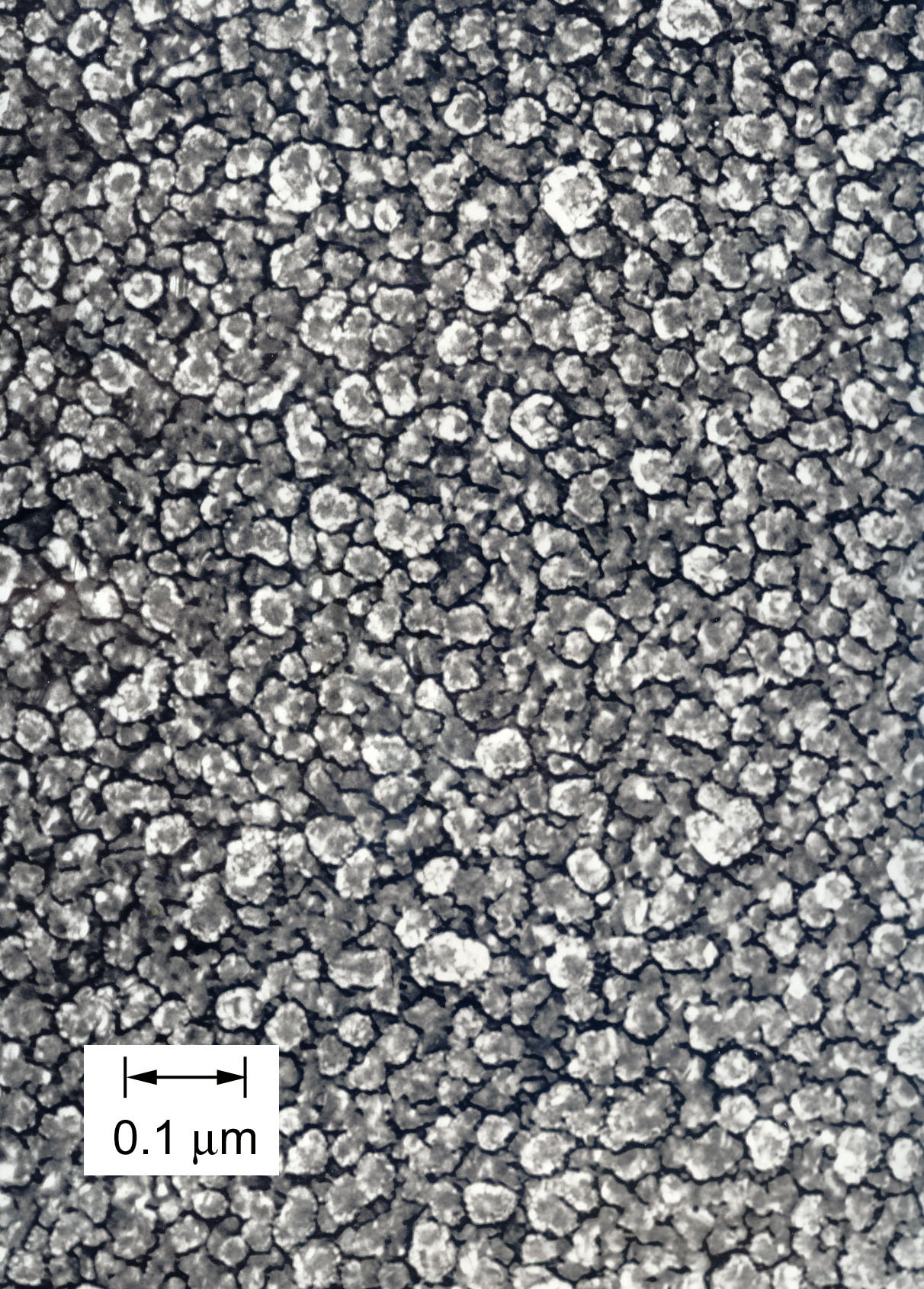
"ta-C"类金刚石涂层的扫描电子显微镜图像（金涂层处理后）。图示结构单元并不是微晶确实sp^{3}杂化碳原子的结核。这些碳原子的晶体结构在立方和六方之间随便交替变化。这些晶粒都很小，因此表面看上去如镜面般光滑。

现在有数种方法来生产类金刚石碳，但都是基于, sp3杂化键比sp2杂化键小很多的事实。因此原子尺度上压力、冲击、催化或者是几种方法的组合的应用可以迫使sp2杂化碳原子结合在一起形成sp3键合。这些作用必须足够强使得这些原子能够偏离sp2键合的特性，而不能像弹簧一样变形回来。一般的技术，要有一种足够的压力，要么能够使sp3杂化碳原子团簇深入到涂层内，使得没有足够的空间让sp2杂化扩张回来，要么这些新的团簇就很快被下一轮新到来的碳所埋。可以把这个过程想象成为下冰雹一样的一种更局部化、更快、更加纳米的热压结合条件来生产天然和合成的金刚石。由于它们独立的发生在生长薄膜或涂层表面的许多地方，它们倾向于形成类似于鹅卵石街道一样的表面，其中鹅卵石是指sp3杂化碳的结核或团簇。根据所使用的特定生产工艺，生产上会有很多碳沉积的周期，一些工艺例如连续的新碳元素到达比例和弹道运输可以促使sp3键合形成。其结果就是，ta-C可能有”鹅卵石街道“的结构，或者说结核会融在一起，就像一块海绵或是鹅卵石一样，小到几乎不能看见。图示为一个常规的"中等"形貌的ta-C薄膜。

## 性质

### 类金刚石涂层的键合
sp2軌域二維石墨結構+sp3軌域三維鑽石結構，混合而成。

### 硬度
維氏硬度：Hv1800~Hv8000，依sp2軌域與sp3軌域的比例不同而產生不同的硬度，sp3軌域鑽石含量愈多硬度也愈高。

### 摩擦學
DLC對鋼材摩擦係數約在0.08～0.2之間，依sp2軌域與sp3軌域的比例不同而產生不同的摩擦係數，sp2軌域石墨含量愈多摩擦係數也愈低。

### 电学性能
電阻值從數百KΩ到數十MΩ。

### 光學
光亮的深黑色，良好的紅外線吸收性。